# Церква святого архистратига Михаїла (Худіївці)
Церква святого архистратига Михаїла в Худіївцях — парафія і храм Борщівського благочиння Тернопільської єпархії Православної церкви України в селі Худіївці Чортківського району Тернопільської области. Пам'ятка архітектури місцевого значення.

## Історія церкви
Спільними зусиллями парафіян будівництво храму розпочалося у 1525 році. За місцевими розповідями, активну участь брали козаки. Спорудження церкви на мальовничій горі завершили у 1530 році.
Під куполом збереглися фрагменти старовинного іконостасу з вербових прутів. Під час реставрації на ньому знайшли напис і підпис художника, датований 1632 роком.
В часи атеїзму храм був закритим, але з 1988 року тут знову проводять богослужіння.
На території храму є капличка, яку повністю зруйнували під час Другої світової війни. У 1990 році парафіяни відбудували її на честь страждання Божої Матері. Щороку на великий відпуст сюди приходять багато людей для спільної молитви. На парафії також облаштовано Хресну Дорогу.

## Парохи
- о. Бачинський;
- о. Купчинський;
- о. Вонсуль;
- о. Ковпак;
- о. Швець;
- о. Турчин;
- о. Остафіїв;
- о. Михайло Батій (1988—1994);
- о. Ігор Кормиш (з 1994).